# Tunbridge Wells (borough)

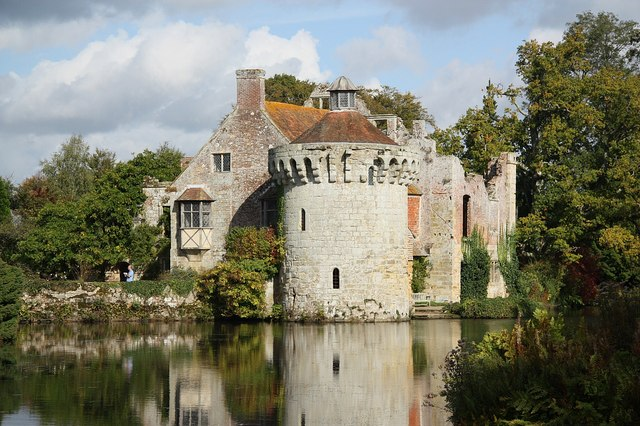
Zamek Scotney

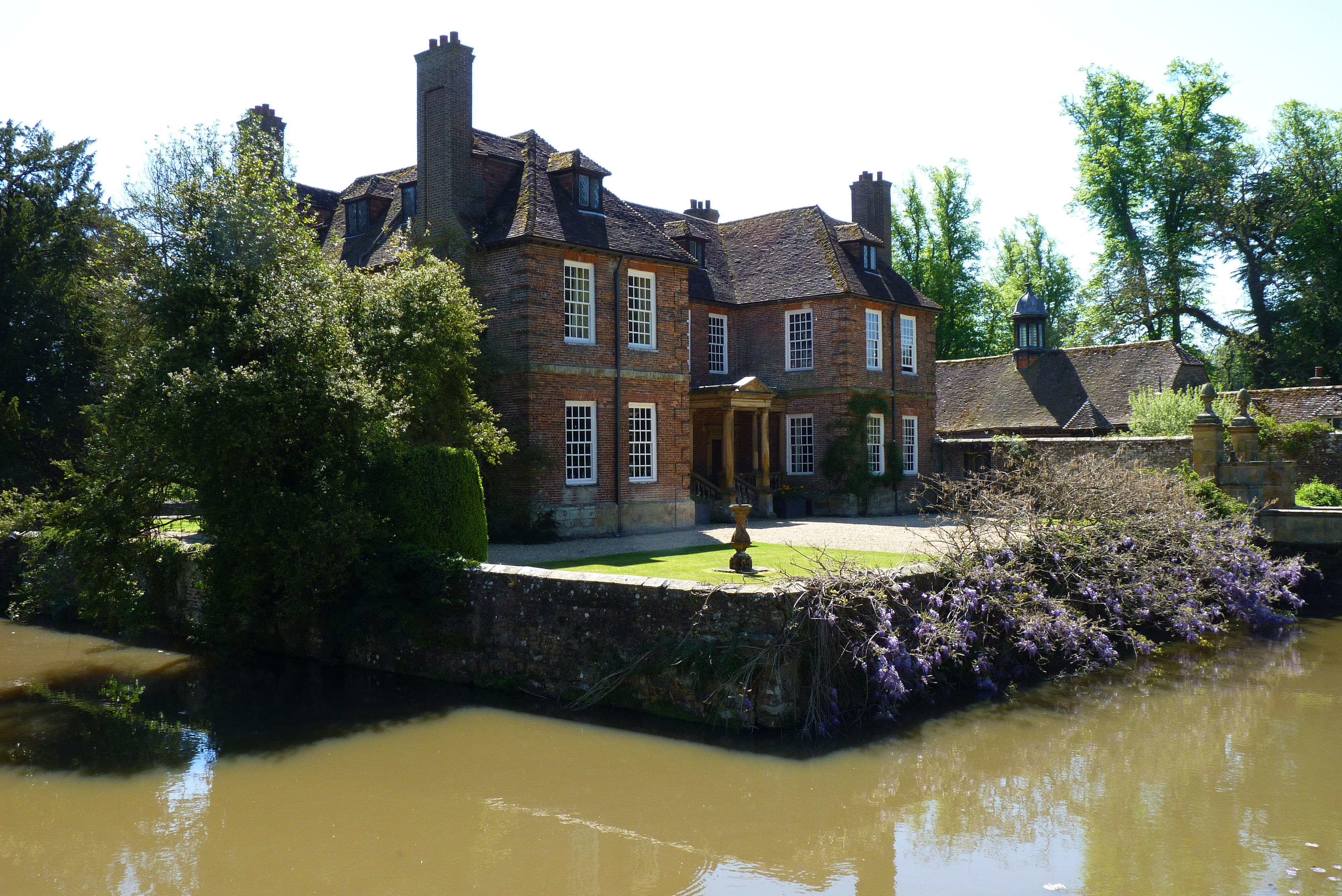
Groombridge Place

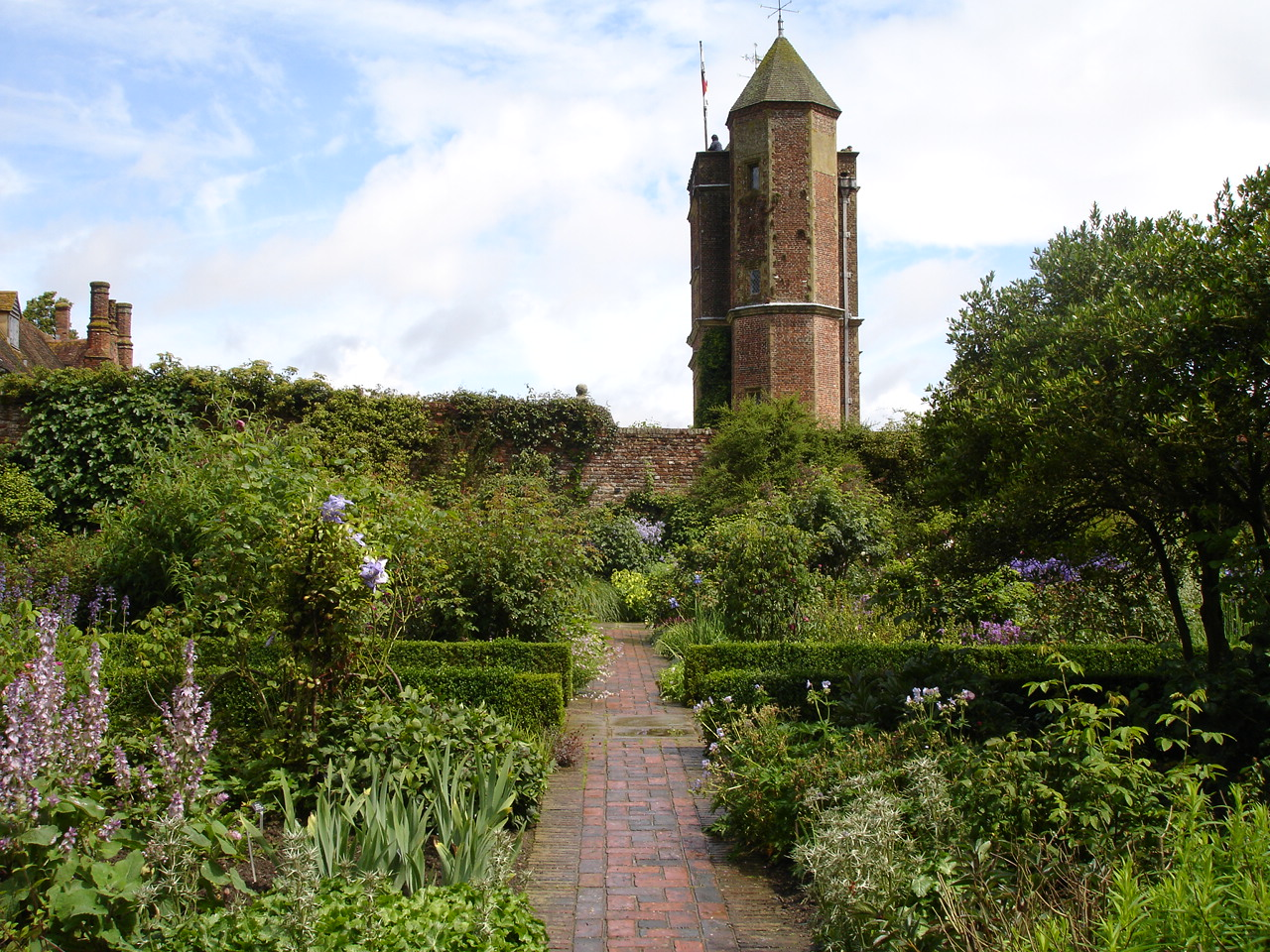
Sissinghurst Castle Gardens

Borough of Tunbridge Wells – dystrykt w Anglii, w południowej części hrabstwa Kent. Centrum administracyjne dystryktu znajduje się w Royal Tunbridge Wells.
Dystrykt ma powierzchnię 331,3 km², od północy graniczy z dystryktami Tonbridge and Malling i Maidstone, od zachodu z dystryktem Sevenoaks, od wschodu z dystryktem Ashford w hrabstwie Kent, zaś od południa z dystryktami Wealden i Rotherw hrabstwie East Sussex. Zamieszkuje go  115 049 osób.
Na terenie dystryktu znajduje się jeden z kampusów Canterbury Christ Church University,
a także pochodzący z XIV wieku zamek Scotney.

## Podział administracyjny
Dystrykt obejmuje miasta Paddock Wood, Southborough, Royal Tunbridge Wells oraz 14 civil parish:
| - Benenden - Bidborough - Brenchley - Capel - Cranbrook & Sissinghurst - Frittenden - Goudhurst | - Hawkhurst - Horsmonden - Lamberhurst - Pembury - Rusthall - Sandhurst - Speldhurst |

Dystrykt dzieli się na 16 okręgów wyborczych:
| - Benenden & Cranbrook - Brenchley & Horsmonden - Broadwater - Capel - Culverden - Goudhurst & Lamberhurst - Hawkhurst & Sandhurst - Pantiles & St Mark's | - Park - Pembury - Rusthall - Sherwood - Southborough & High Brooms - Speldhurst & Bidborough - St James’ - St John’s |

## Demografia
W 2011 roku dystrykt Tunbridge Wells miał 115 049 mieszkańców. Zgodnie ze spisem powszechnym z 2011 roku dystrykt zamieszkiwało 1075 osób urodzonych w Polsce.
Podział mieszkańców według grup etnicznych na podstawie spisu powszechnego z 2011 roku:
| - Biali Brytyjczycy: 103 115 (89,6%) - Biali Irlandczycy: 880 (0,8%) - Irish Travellers: 322 (0,3%) - Pozostali biali: 4 922 (4,3%) - Mieszani Karaibowie: 414 (0,4%) - Mieszani Afrykanie: 222 (0,2%) - Mieszani Azjaci: 787 (0,7%) - Pozostali mieszani: 470 (0,4%) - Hindusi: 736 (0,6%) | - Pakistańczycy: 175 (0,2%) - Banglijczycy: 513 (0,4%) - Chińczycy: 552 (0,5%) - Pozostali Azjaci: 927 (0,8%) - Czarni Afrykanie: 419 (0,4%) - Czarni Karaibowie: 142 (0,1%) - Pozostali czarni: 77 (0,1%) - Arabowie: 122 (0,1%) - Pozostałe grupy etniczne: 254 (0,2%) |

Podział mieszkańców według wyznania na podstawie spisu powszechnego z 2011 roku:
- Chrześcijaństwo –  62,9%
- Islam – 1,1%
- Hinduizm – 0,4%
- Judaizm – 0,2%
- Buddyzm – 0,4%
- Sikhizm – 0,1%
- Pozostałe religie – 0,4%
- Bez religii – 26,6%
- Nie podana religia – 8,0%

## Transport i komunikacja

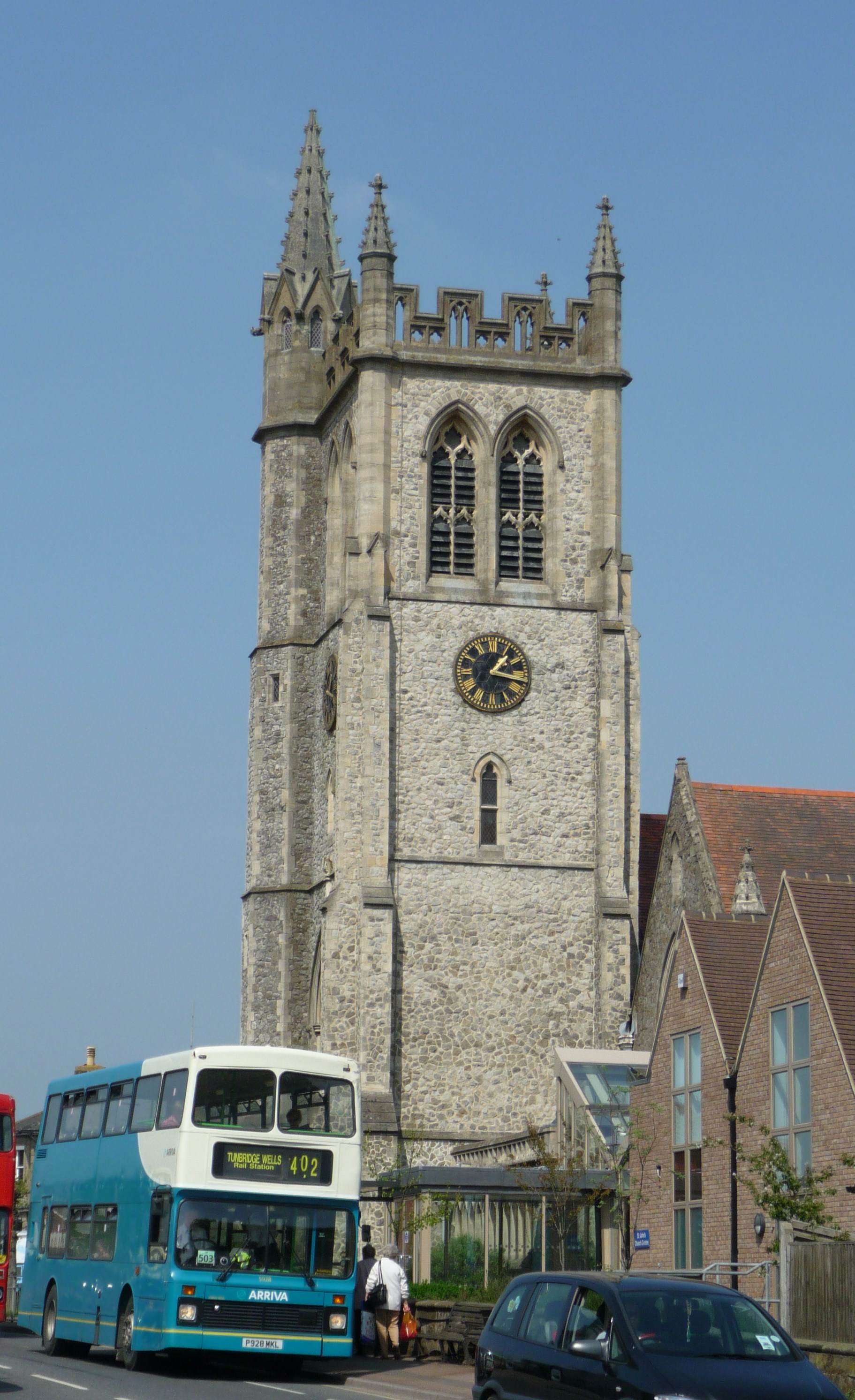
St John’s Road w Royal Tunbridge Wells

Na terenie dystryktu znajdują się następujące stacje kolejowe:
- Ashurst
- High Brooms
- Paddock Wood
- Tunbridge Wells
- Tunbridge Wells West

Przez dystrykt przechodzi droga A21  łącząca Hastings z centrum Londynu.

## Inne miejscowości
Ashurst, Bedgebury Cross, Benenden, Bidborough, Brenchley, Capel, Colliers Green, Coursehorn, Cranbrook, 
Curtisden Green, Five Oak Green, Frittenden, Goudhurst, Hawkenbury, Hawkhurst, High Brooms, Horsmonden, Lamberhurst, Langton Green, Matfield, Pembury, Rusthall, Sandhurst, Sissinghurst, Speldhurst, Swattenden.